# Магон (карфагенский путешественник)
Магон — карфагенский путешественник.
Ещё тирийцы придавали большое значение развитию посреднических связей с внутренней Африкой, создавая ряд своих колоний в тех местах, где трансахарские пути выходили к побережью Средиземноморья. Позже карфагеняне смогли постановить под свой контроль эту торговлю, извлекая из неё огромную прибыль. О Магоне, трижды пересекшем пустыню, повествует Афиней. При этом у путешественника с собой была только сухая ячменная крупа. Магон, известный как скороход, сумел достигнуть Нигера и вернуться обратно всего за несколько дней. Впоследствии он ещё дважды проделал тот же путь. Д. Харден считает сообщение «склонного к передаче слухов» древнегреческого писателя крайне неправдоподобным и обращает внимание, что это единственное упоминание у античных авторов о походах финикийцев через Сахару. В то же время Харден соглашается с другими исследователями, что такие экспедиции должны были предприниматься. По всей видимости, карфагеняне прибегали к помощи гарамантов. Ю. Б. Циркин обращает внимание на степень сложности подобного рода путешествия с учётом, что в то время в Африке передвижение на верблюдах ещё не было распространено.